# Jeremy Monga
Jeremy Monga (Coventry, 10 luglio 2009) è un calciatore inglese, centrocampista del Leicester City.

## Carriera

### Club
Dopo aver giocato nel settore giovanile del Coventry City (club della sua città natale), all'età di 8 anni entra a far parte del settore giovanile del Leicester City, club con cui debutta tra i professionisti nella stagione 2024-2025 prendendo parte con la formazione Under-21 delle Foxes a 3 partite del Football League Trophy. Nel prosieguo della stagione fa poi anche il suo esordio in prima squadra, il 7 aprile 2025 nell'incontro di Premier League perso 3-0 contro il Newcastle Utd, diventando, a 15 anni e 271 giorni, il secondo più giovane debuttante della massima divisione inglese alle spalle solo di Ethan Nwaneri (ed in generale il giocatore più giovane ad esordire in competizioni ufficiali con la maglia del Leicester City); nella parte finale della stagione rimane poi aggregato alla prima squadra, con cui a retrocessione matematicamente avvenuta gioca ulteriori 4 partite nella prima divisione inglese.
Rimane in rosa anche nella stagione 2025-2026, giocata in seconda divisione; il 16 agosto 2025 all'età di 16 anni e 37 giorni realizza la sua prima rete in carriera tra i professionisti (si tratta più precisamente del gol della bandiera nella sconfitta per 2-1 sul campo del Preston N.E.): oltre ad essere il suo primo gol in carriera tra i professionisti, con questa segnatura diventa il più giovane marcatore di sempre nella storia della seconda divisione inglese.

### Nazionale
Ha giocato nella nazionale inglese Under-16.

## Statistiche

### Presenze e reti nei club
Statistiche aggiornate al 16 agosto 2025.
| Stagione              | Squadra                 | Campionato            | Campionato | Campionato | Coppe nazionali | Coppe nazionali | Coppe nazionali | Coppe continentali | Coppe continentali | Coppe continentali | Altre coppe | Altre coppe | Altre coppe | Totale | Totale |
| Stagione              | Squadra                 | Comp                  | Pres       | Reti       | Comp            | Pres            | Reti            | Comp               | Pres               | Reti               | Comp        | Pres        | Reti        | Pres   | Reti   |
| --------------------- | ----------------------- | --------------------- | ---------- | ---------- | --------------- | --------------- | --------------- | ------------------ | ------------------ | ------------------ | ----------- | ----------- | ----------- | ------ | ------ |
| 2024-2025             | Leicester City Under-21 | -                     | -          | -          | -               | -               | -               | -                  | -                  | -                  | FLT         | 3           | 0           | 3      | 0      |
| apr.-giu.2025         | Leicester City          | PL                    | 5          | 0          | FACup+CdL       | 0               | 0               | -                  | -                  | -                  | -           | -           | -           | 5      | 0      |
| 2025-2026             | Leicester City          | FLC                   | 2          | 1          | FACup+CdL       | 0+1             | 0               | -                  | -                  | -                  | -           | -           | -           | 3      | 1      |
| Totale Leicester City | Totale Leicester City   | Totale Leicester City | 7          | 1          |                 | 1               | 0               |                    | -                  | -                  |             | -           | -           | 8      | 1      |
| Totale carriera       | Totale carriera         | Totale carriera       | 7          | 1          |                 | 1               | 0               |                    | -                  | -                  |             | 3           | 0           | 11     | 1      |